# Burgstall (Börde)
Pour les articles homonymes, voir Burgstall.
Burgstall est une commune allemande située dans le land de Saxe-Anhalt et l'arrondissement de la Börde.